# Зеркало (фильм, 2018)
«Зеркало» (англ. Looking Glass) — американский триллер режиссёра Тима Хантера. Премьера фильма в США состоялась 16 февраля 2018 года.

## Синопсис
Семейная пара недавно потеряла ребёнка, и чтобы пережить большую утрату, Рэй и Мэгги покупают отель в пустыне. Со временем в этом отеле начинают происходить таинственные события, на чём и завязывается весь сюжет фильма.

## В ролях
- Николас Кейдж — Рей
- Робин Танни — Мегги
- Марк Блукас — Говард
- Эрни Лейвли — Томми

## Критика
На агрегаторе Rotten Tomatoes фильм получил рейтинг одобрения 17%, который был составлен на основе 23 рецензий. Средняя оценка на данном сервисе составляет 3,9 баллов из базовых 10. Metacritic дал киноленте средний балл 33 из 100, полученный на основе 12 рецензий. Данные результаты говорят о том, что «отзывы в целом неблагоприятные».
The Hollywood Reporter написал, что «даже хорошая игра актёров не спасёт „Зеркало“ от сильной мрачности». Эрик Кон из издания IndieWire также поделился негодованием в своём отрицательном отзыве. Джесси Хессенгер на веб-сайте The A.V. Club написала рецензию: «несмотря на присутствие в фильме Кейджа и атмосферу в целом, „Зеркало“ — это ещё одна тайна про убийство, но без нужного количества подозреваемых».